# エアプレイ (放送用語)

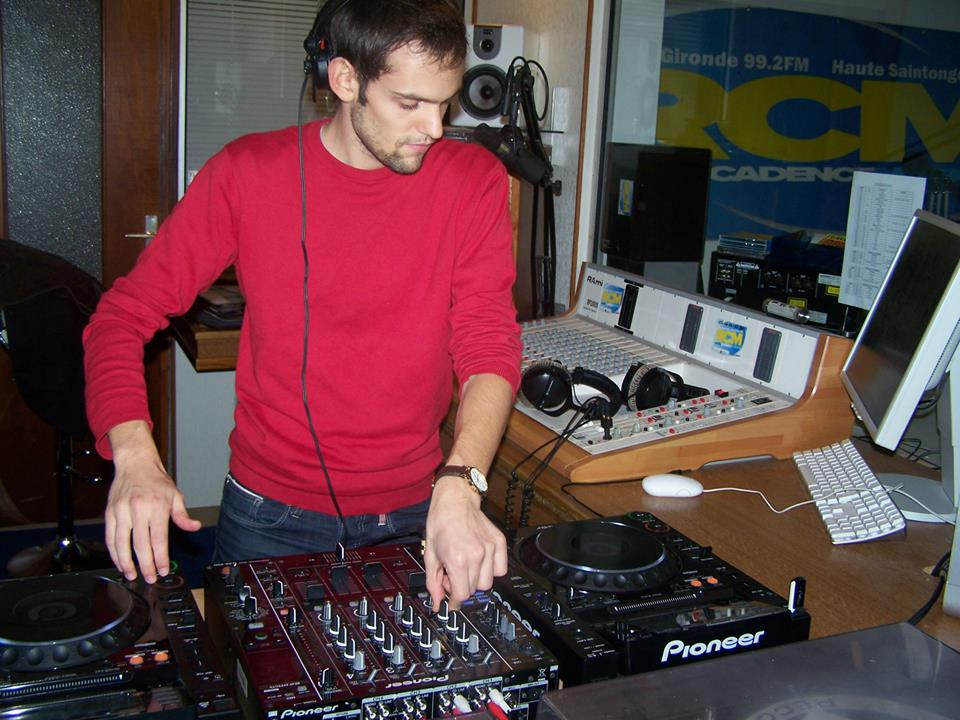
音楽を演奏するラジオDJ

エアプレイ（英語: airplay）はラジオ局で曲がどれくらい頻繁に再生されるかを示す。毎日数回再生される曲（ヘヴィー・ローテーション）にはかなりの量のエアプレイがある。1940年代から1960年代にかけ、ジュークボックス、ナイトクラブ、ディスコで非常に人気の高かった楽曲にもエアプレイがあった。 

## 背景
商業放送の場合、エアプレイは通常はヘヴィー・ローテーションされた結果であり、放送局のプレイリストに音楽監督によって追加されることも同様に呼ばれ、おそらくはレコードレーベルがスポンサーとなっての有償演奏の結果である。大学放送やそのほかのコミュニティ放送、独立系ラジオ局の場合、通常は各ディスクジョッキーによる選択であり、多くの場合は音楽監督の提案を受けている。 

## 地理
カナダ、アメリカ合衆国、イギリス、ドイツ、オーストラリア、日本、ブラジルなどの大きな国には、国内のさまざまなジャンルと地域をカバーするため、ほとんどの国に少なくとも1つのラジオ・エアプレイ・チャートが存在する。
ラジオ局がシングル盤だけを演奏したとき、エアプレイ・チャートでは成功したが売り上げが低い歌は「ターンテーブル・ヒット」として一般的に知られていた。エアプレイは、歌手の「ヒット」を確保するうえで重要な要素となり得ている。また、SNSやウェブサイトと並び、アーティストが自分の名前を広めるのに有効な方法である。
アリーヤの”Try Again”（2000年）はラジオ放送の強さだけに基づいてビルボード・ホット100で1位に達した最初の曲だった。
ラジオのエアプレイは、自動コンテンツ認識サービスの助けを借り、オーディオ・フィンガー・プリント技術によって監視される。世界で認識できる音楽エアプレイ・サービス・プロバイダには、Radiomonitor、ACRCloud、BMAT、およびSoundchartsがある。